# Tempura
Tempura (Nhật: 天ぷら (天麩羅) (Thiên phu la)/ てんぷら/ テンプラ Hepburn: Tenpura, ngheⓘ) là một món ẩm thực của Nhật Bản gồm các loại hải sản, rau, củ tẩm bột mì rán ngập trong dầu. Chữ tempura thường được viết bằng tiếng Nhật là 天ぷら, song cũng có khi được viết là 天麩羅(Thiên Phu La) hoặc 天婦羅(Thiên Phụ La), gần tương tự như những món tẩm bột chiên.

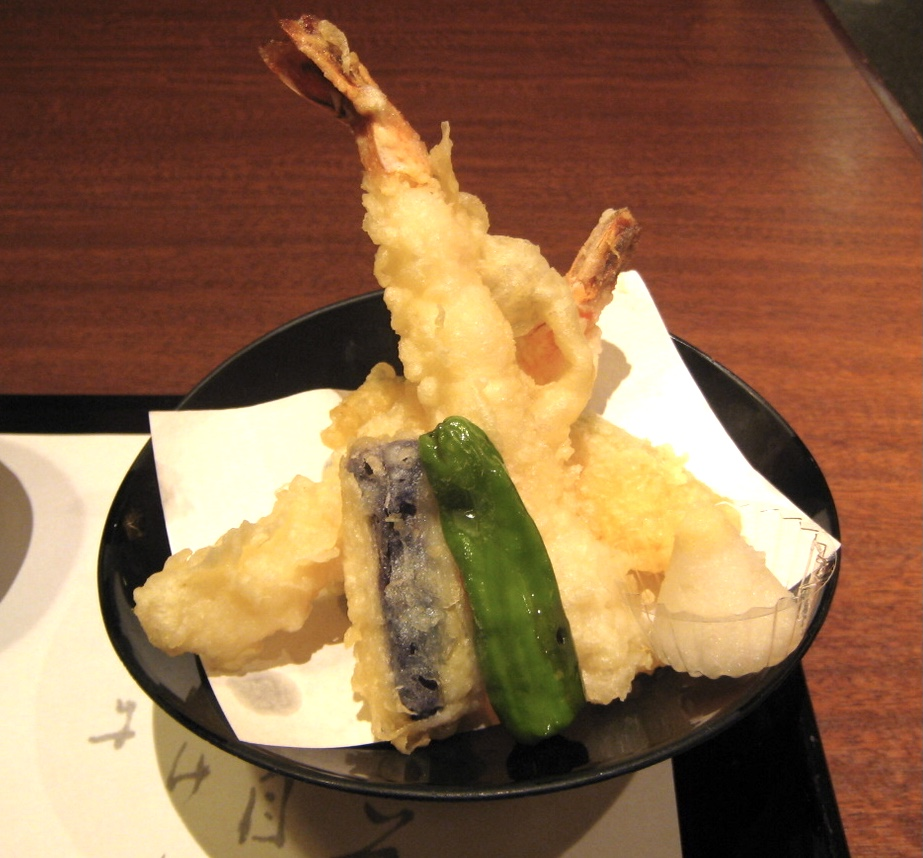
Một đĩa tempura tôm và rau củ

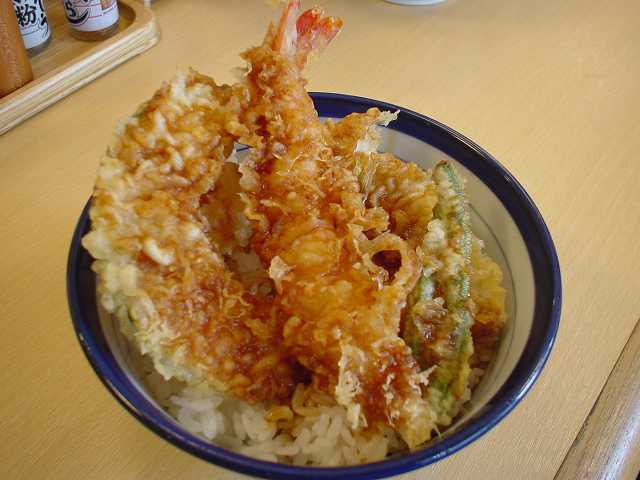
[http://ja.wikipedia.org/wiki/%E5%A4%A9%E4%B8%BC Tendon

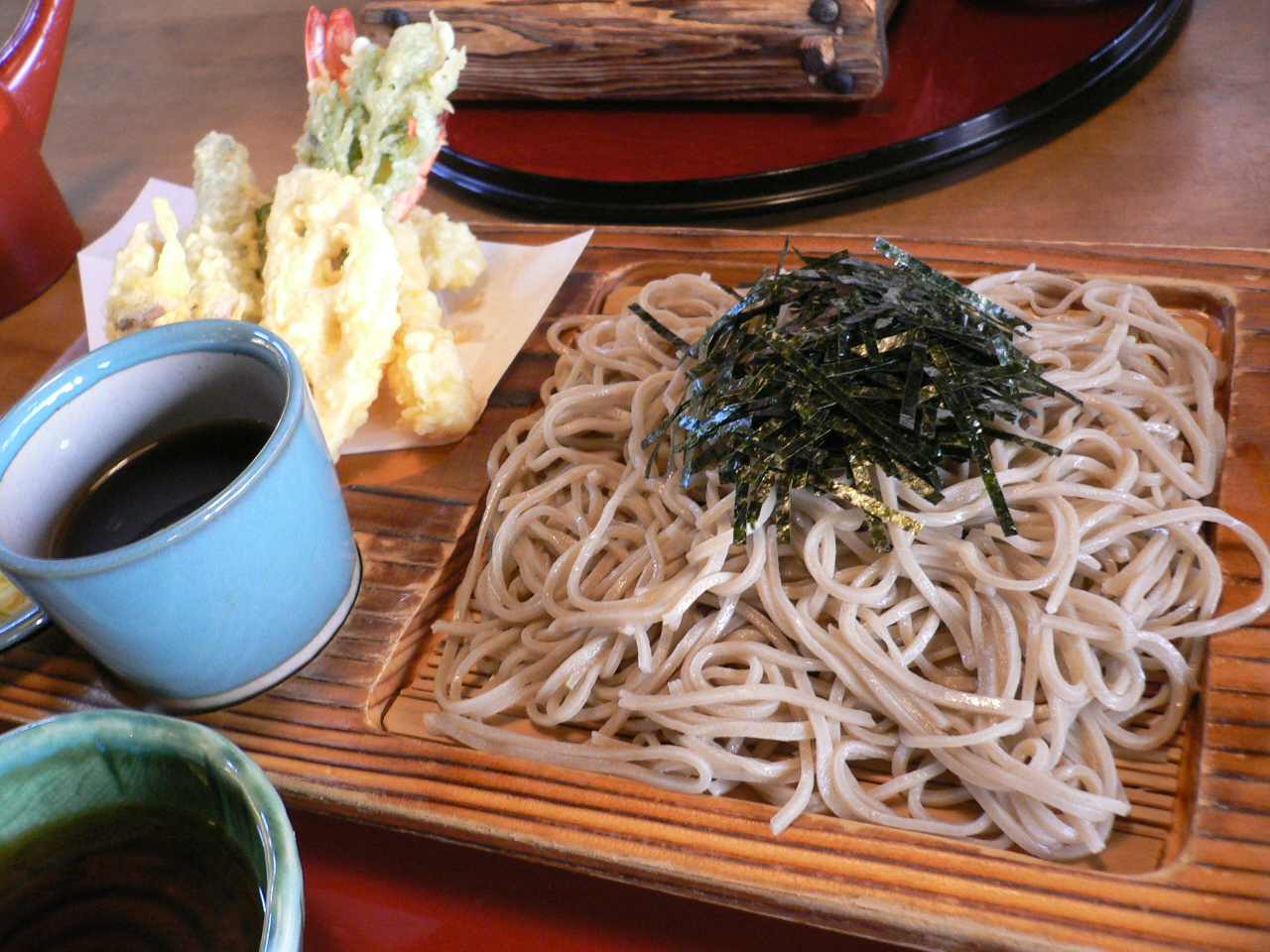
Tenzaru (Tempura & Soba)

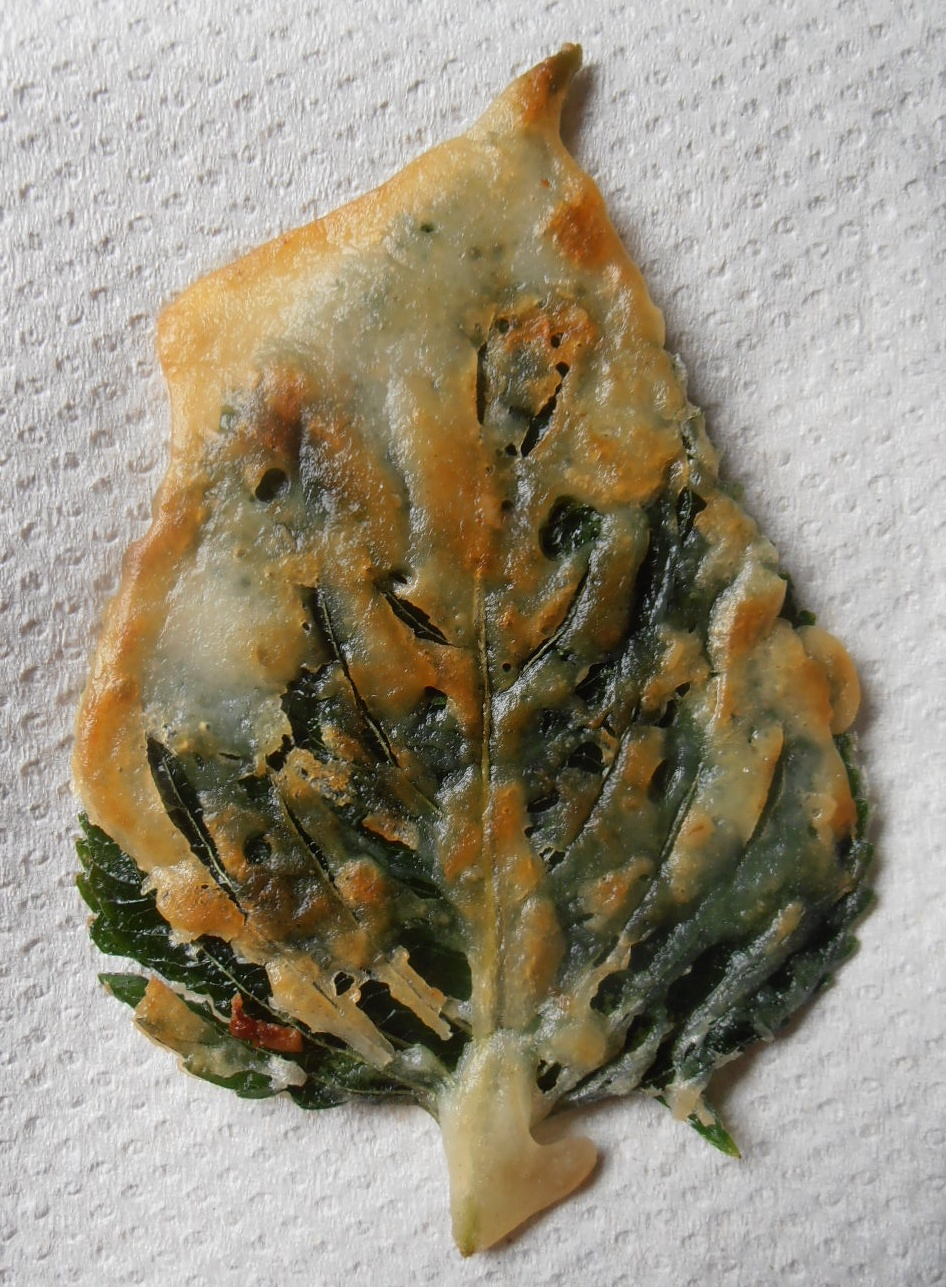
tempura tía tô xanh

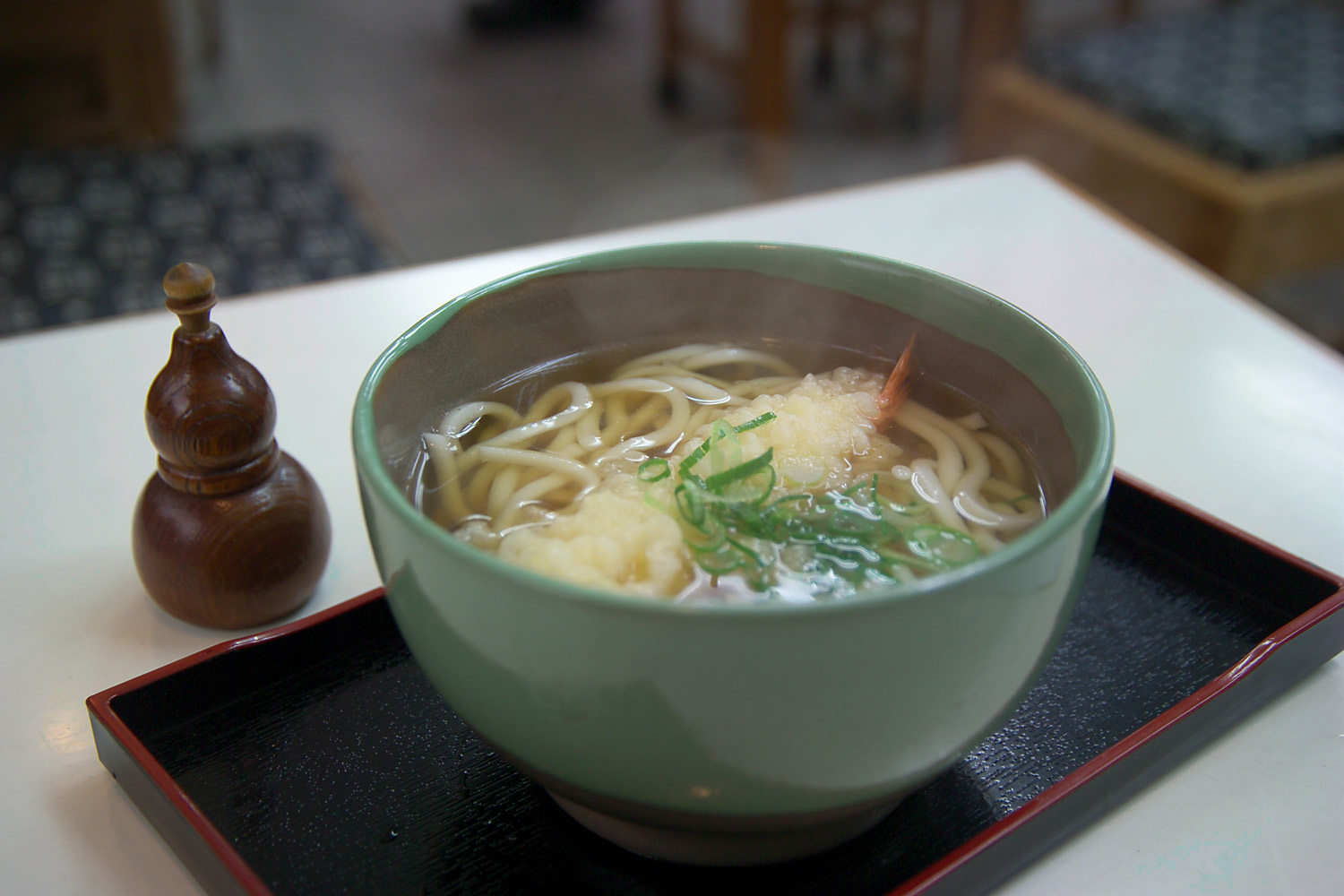
Tempura Udon

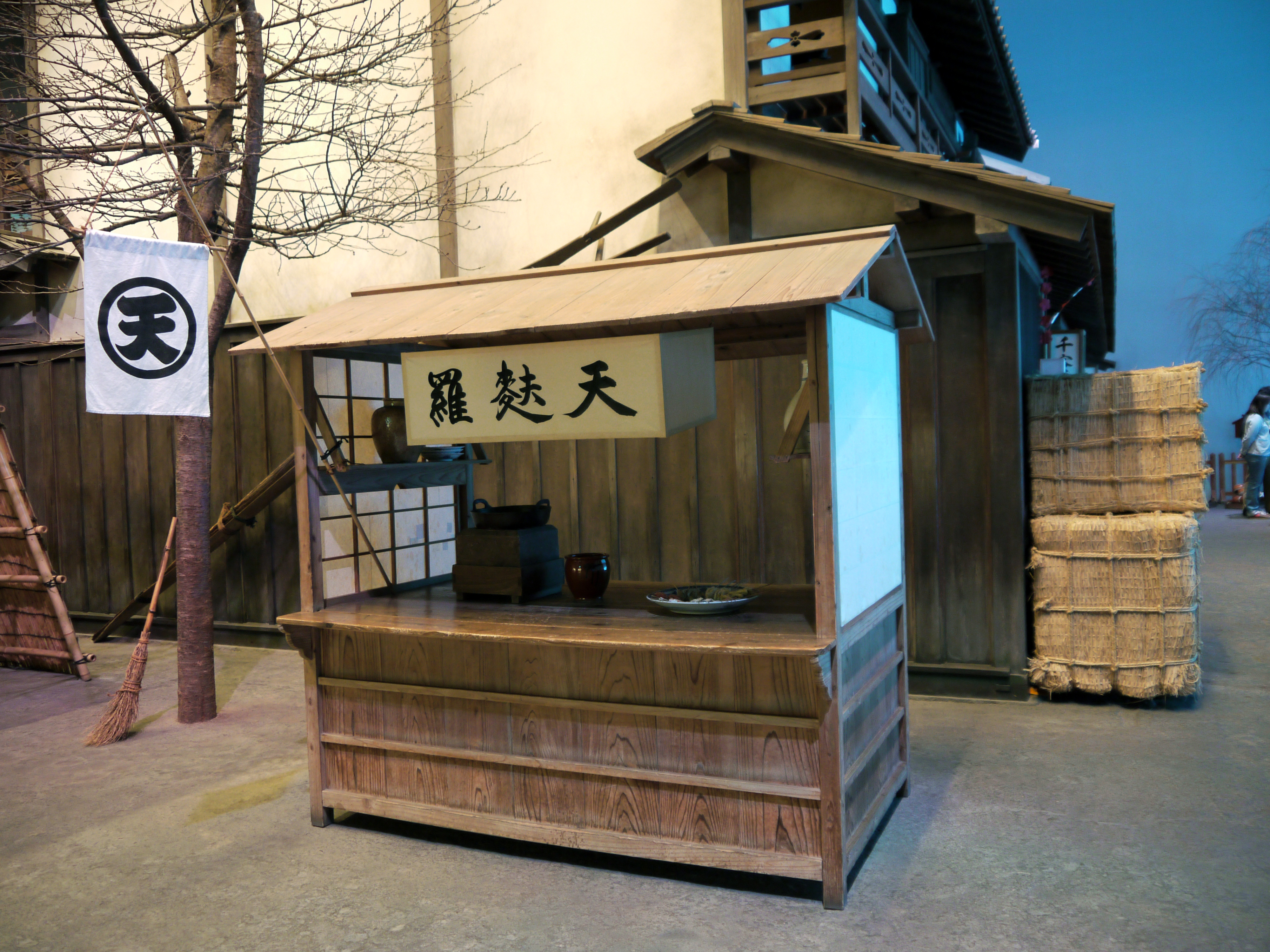
Một quầy bán Tempura thời kỳ Edo

Đây là một món ăn khá phổ biến trong các bữa ăn của người Nhật, từ bữa ăn dạng cơm hộp cho tới các bữa tiệc cao cấp. Trên thế giới, tempura cùng với sushi là những món ăn Nhật Bản được biết đến nhiều nhất.
Cái làm nên sự khác biệt giữa tempura với các món có tẩm bột rán chẳng hạn như ebifurai chính là bột, dầu và nước chấm và gia vị ăn kèm. Bột để làm tempura là thứ hỗn hợp nhão của bột mì, lòng trứng gà và nước nguội. Dầu để rán là hỗn hợp dầu ăn thông thường với dầu vừng. Nước chấm hoặc gia vị chấm tùy từng sở thích của mỗi người hay tùy mỗi cửa hàng, có thể là xì dầu (ngày nay có loại xì dầu chuyên dành cho tempura được chế sẵn), muối tinh. Cũng có người Nhật và quán ăn ở Nhật dùng hỗn hợp gia vị có pha wasabi để chấm tempura. Lại có nơi mài củ cải tươi ra trộn vào xì dầu để chấm.
Thành phần chính trong nguyên liệu làm tempura là các loại hải sản, phổ biến nhất là tôm, mực, cá, một số loại rau củ như bí ngô, cà tím, khoai lang, lá tía tô, ớt ngọt, đậu bắp.
Tempura được dùng khi uống bia, rượu, ăn với cơm hoặc với mì soba, udon.
Tuy hiện nay được coi là món ẩm thực truyền thống của Nhật Bản, song tempura lại là do những người truyền giáo đạo Thiên Chúa mang tới Nhật Bản từ thời kỳ Sengoku, sau đó được người Nhật biến đổi đi nhiều. Vào thời kỳ Edo, tempura được bán ngoài cửa hàng như một thứ món ăn nhẹ.
Về mặt từ nguyên, tempura được cho là có nguồn gốc từ các từ tiếng Bồ Đào Nha là temporas, tempero hoặc temperar, hoặc có nguồn gốc từ các từ tiếng Tây Ban Nha và Bồ Đào Nha là templo, từ tiếng Tây Ban Nha và tiếng Ý là tempora. Người Nhật ban đầu dùng các kanji là 天麩羅 hoặc 天婦羅 để ghi lại âm ngoại lai đó, rồi ngay nay viết là 天ぷら.